# Saurauia roxburghii
Saurauia roxburghii är en tvåhjärtbladig växtart som beskrevs av Nathaniel Wallich. Saurauia roxburghii ingår i släktet Saurauia och familjen Actinidiaceae. Inga underarter finns listade i Catalogue of Life.